# قاغاجیلی
قاغاجیلی (به لاتین: Qağacılı) یک منطقه مسکونی در جمهوری آذربایجان است که در شهرستان کردامیر واقع شده است. قاغاجیلی ۱۳۷۳ نفر جمعیت دارد.